# A sors kegyeltje
A sors kegyeltje egy 1994-es amerikai filmdráma, melyet Gillies MacKinnon rendezett, a forgatókönyvét pedig a főszerepet is játszó Steve Martin írta George Eliot novellája alapján. Főhőse egy egyedülálló férfi, aki kényszerből egy kislány nevelőapja lesz.

## Cselekmény
|  | Alább a cselekmény részletei következnek! |

Az asztalos Michael McCann megkeseredve egyedül éldegél, miután kiderült, hogy a felesége megcsalta egy másik férfival. Azóta csak magának és aranyérme-gyűjteményének él. Nemsokára azonban szokatlan dolgok történnek az életében: a helyi politikus, John Newland öccse, a zűrös Danny Newland nem messze McCann házától szenved autóbalesetet, emiatt vergődik el a házhoz, amibe be is hatol és miután ott rábukkan McCann aranyaira azokat ellopva eltűnik. A bosszantó lopás után nem sokkal pedig egy kisgyereket talál a házában miután visszatér a tűzifagyűjtésből. A gyerek anyja egy drogos nő, akinek a holttestét a kertben leli meg. Ezután emberünk magához veszi a kislányt, Mathildát, akit a sajátjaként nevel. Apa és lánya boldogan éldegélnek éveken át, aminek következtében a férfi is kiszabadul a zárkózottságból. Minden rendben van egész addig, ameddig a kislány nem kezd el lovaglóórákat venni Newland feleségétől. Newlandék kiüresedett életébe színt visz Matilda megjelenése, különösen miután az asszony két vetélése után hiába próbálja az örökbefogadásról meggyőzni férjét. Amikor McCann hivatalossá is tenné Mathilda örökbefogadását kiderül a titok: Mathilda apja a politikus, aki régen félrelépett a kislány anyjával. Így Newlandék már eséllyel vehetnék magukhoz a kislányt, ami ellen persze mind ő mind nevelőapja tiltakozik. Az ügy a bíróságon folytatódik és a hosszú huzavona látszólag Newland győzelmét vetíti előre, amikor váratlanul új esemény történik: a Newland által megkezdet ingatlanfejlesztések során leengedett helyi víztározóban egy csontvázat találnak, körülötte McCann aranyérméivel. A csontváz Danny Newlandé, aki annak idején éjjel, a lopás után a befagyott víztározóra tévedt, majd a jég beszakadása után belefulladt. Az új tények ismeretében a bíróság végül McCann javára dönt aki a kislány mellett immár az aranyait is visszaszerezte. 
|  | Itt a vége a cselekmény részletezésének! |

## Szereplők
Steve Martin – Michael McCann

Gabriel Byrne – John Newland

Laura Linney – Nancy Newland

Catherine O'Hara – April Simon

Alyssa Austin – Mathilda McCann, 5 évesen

Alana Austin – Mathilda McCann, 10 évesen

Stephen Baldwin – Danny Newland

## Külső hivatkozások
- A film adatlapja az IMDb-en
- A film a Filmkatalógus oldalán
- A film az angol Wikipédián